# أنطونيا رايت
أنطونيا رايت (بالإنجليزية: Antonia Wright)‏ هي فنانة تنصيبية أمريكية، ولدت في 1979 في ميامي في الولايات المتحدة.